# Aimé du Mont-Cassin
Aimé du Mont-Cassin (Amatus Casinensis en latin ; Amato di Montecassino en italien) est un moine bénédictin de l'abbaye du Mont-Cassin en Italie, qui fut peut-être aussi un évêque d'un diocèse de la Campanie. Il est le chroniqueur d'une Histoire des Normands qui est l'une des principales sources concernant les aventures des Normands en Italie du Sud et en Sicile au XIe siècle.

## Biographie

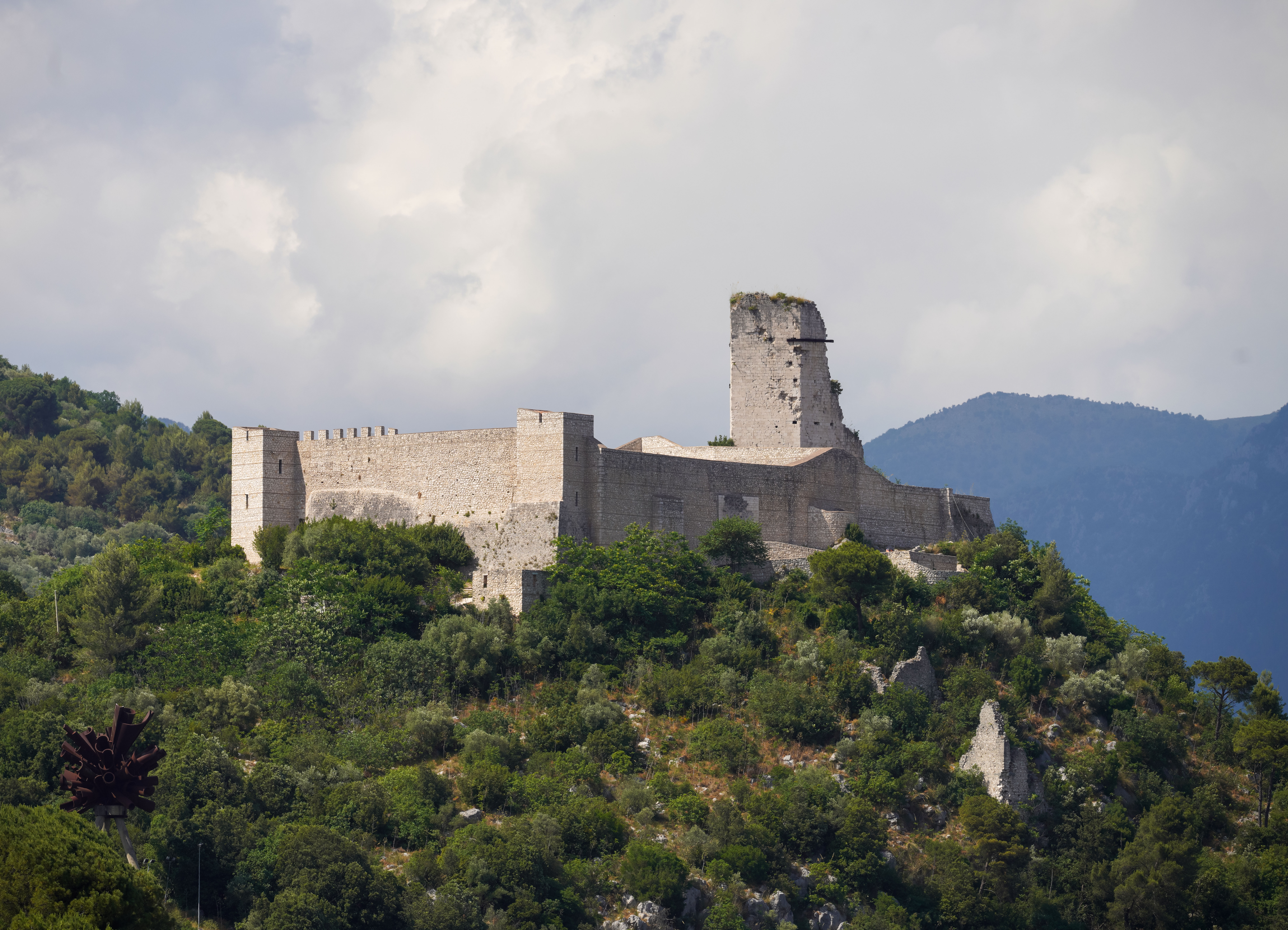
Rocca Janula, Cassino

Né probablement entre les années 1020 et les années 1030, Aimé du Mont-Cassin est un homme d'Église connu surtout pour être l'un des trois principaux chroniqueurs connus narrant l'histoire des Normands en Italie méridionale au XIe siècle (des années 1010 aux années 1080), avec Geoffroi Malaterra et Guillaume de Pouille.
Selon Pierre Diacre, il a composé un poème intitulé De gestis sanctorum Petri et Pauli et dédié au pape Grégoire VII.
Vers 1080, il achève son Ystoire de li Normant, rédigée en latin, en huit livres, aujourd'hui disparus. Cet ouvrage narre notamment les aventures de Robert Guiscard, l'un des Normands les plus fameux, et de Richard Drengot. Une traduction de cette histoire des Normands, datant du XIVe siècle, est conservée à la Bibliothèque nationale de France.
Aimé du Mont-Cassin meurt un peu après 1100, autour de 1105.